# Isole Ashmore e Cartier
Il Territorio delle Isole Ashmore e Cartier è costituito da due gruppi di piccole isole tropicali disabitate del Mar di Timor nell'Oceano Indiano, situate sul bordo della placca continentale a nord-ovest dell'Australia e a sud dell'isola indonesiana di Roti.
Il territorio comprende Ashmore Reef (Isolotti West, Middle, ed East) e l'Isola Cartier (70 km a est), con una superficie totale di 199,45 km² interna al reef e comprendente le lagune, e 114.400 m² di terre asciutte. La linea costiera totale, misurata lungo il bordo esterno della barriera corallina (reef) è di 74,1 km. Non ci sono porti o attracchi, solo ancoraggi al largo. Il vicino Hibernia Reef, 42 km a nord-est dell'Ashmore Reef, non fa parte del territorio ma dell'Australia Occidentale; il reef non ha superfici permanentemente asciutte, anche se la gran parte emerge durante la bassa marea.
- Ashmore Reef 155,40 km² area all'interno del reef (compresa la laguna)
  - Isolotto West, 51.200 m² terra;
  - Isolotto Middle, 21.200 m² terra;
  - Isolotto East, 25.000 m² terra;
- Cartier Reef (44,03 km² area all'interno del reef (compresa la laguna)
  - Cartier Island, 17.000 m² terra;

Sull'isolotto West è presente una stazione meteorologica automatizzata.
Il territorio, istituito il 10 maggio 1934, ha fatto parte del Territorio del Nord dal 1938 al 1978. Attualmente ed è amministrato da Canberra dal Dipartimento Australiano per Ambiente, Sport e Territori. Il codice delle isole è AT. La difesa è responsabilità dell'Australia, con visite periodiche da parte della Marina Reale Australiana e dell'Aviazione Reale Australiana. Le isole sono curate da personale stagionale.
L'Ashmore Reef Marine National Nature Reserve venne fondata nell'agosto 1983. La riserva è di grande valore per la biodiversità, trovandosi sul percorso della corrente oceanica indonesiana, che attraverso l'arcipelago malese va dall'Oceano Pacifico all'Oceano Indiano. Resta inoltre sul percorso di una corrente di superficie che scorre da ovest, dal Mar degli Alfuri al Mar di Timor. Nell'area si trovano quattordici specie di serpente marino, più che in qualsiasi altra parte del mondo. Offre anche un'insolita diversità di specie di coralli, molluschi e pesci. Un memorandum d'intesa tra i governi di Australia e Indonesia permette ai pescatori indonesiani di accedere alle loro tradizionali zone di pesca interne alla regione, ma con delle limitazioni.
La Cartier Island Marine Reserve comprende al suo interno l'Isola Cartier, il reef che la circonda, l'oceano per un raggio di 7,2 km attorno all'isola e per 1.000 metri di profondità. La riserva è stata istituita nel 2000.
Sul territorio non si svolgono attività economiche.
Poiché l'Ashmore Reef è il punto dell'Australia più vicino all'Indonesia, è stato un popolare obiettivo dei traghettatori di clandestini che cercano asilo in Australia. Questi si fanno trasportare con grande rischio e spesa, da barche da pesca malandate, e scaricati sull'isola, attendendo di venire soccorsi dall'Australia e di vedersi riconosciuto lo status di rifugiato. Poiché l'Australia non era la nazione di primo asilo per questi "boat people", l'Australia non ritiene di avere la responsabilità di accettarli. Diverse azioni sono state intraprese per scoraggiare questa pratica, come il tentativo di far sì che i "contrabbandieri di persone" vengano arrestati in Indonesia, la detenzione obbligatoria di tutti i nuovi arrivati fino a quando il loro status può essere determinato, la cosiddetta "Soluzione Pacifica" di processarli in nazioni terze, e infine l'esclusione di queste e di molte altre isolette dalla zona d'immigrazione australiana.